# Nicola D'Ascanio
Nicolino D'Ascanio (Montenero di Bisaccia, 27 settembre 1952) è un politico italiano, ex Presidente della provincia di Campobasso.

## Biografia
Esponente del Partito Comunista Italiano prima, è stato sindaco di Montenero di Bisaccia dal 12 maggio 1985 all'8 marzo 1989, dal 6 maggio 1990 al 4 agosto 1992 e dal 27 dicembre 1993 al 23 aprile 1995, rimanendo poi in carica come consigliere comunale fino al 1999. Nel 1991 segue la confluenza del PCI nel Partito Democratico della Sinistra, nelle cui liste alle elezioni regionali del 1995 viene eletto consigliere regionale per la provincia di Campobasso con 2.196 preferenze ed è nominato assessore all'Agricoltura nella giunta di centrosinistra presieduta da Marcello Veneziale. Verrà rieletto consigliere regionale nella medesima circoscrizione nelle liste dei Democratici di Sinistra nel 2000 (2.122 preferenze) e nel 2001 poi (2.118 preferenze).
È stato eletto presidente della Provincia di Campobasso alle elezioni del 28-29 maggio 2006, raccogliendo il 52,29% dei voti alla guida di una coalizione di centrosinistra e sconfiggendo la sfidante di centrodestra Angiolina Fusco Perrella (44,07%). Veniva sostenuto in Consiglio provinciale da una maggioranza costituita da Democratici di Sinistra, La Margherita, Rifondazione Comunista, Comunisti Italiani, Italia dei Valori, UDEUR e Socialisti del Molise.
A partire dal 2008, a causa di crisi interne al centrosinistra derivanti dalla mancata riconferma di due parlamentari e, con la nascita del Partito Democratico (PD), Nicola D’Ascanio ha affrontato e subito una mozione di sfiducia da parte di alcuni esponenti locali che erano a capo della neonata formazione politica. Detta mozione di sfiducia, pur avendo destabilizzato il quadro complessivo del centrosinistra regionale, non ebbe esito e, quindi, la presidenza D’Ascanio e l’amministrazione provinciale non subirono alcuna conseguenza, portando a compimento la regolare e naturale scadenza del mandato all’esito del quale, nel 2011, scelse di non ricandidarsi. Nell’arco della sua esperienza politica provinciale, è stato inoltre membro dell’Ufficio di presidenza dell’Unione  Province italiane (UPI), presieduta da Nicola Zingaretti.
Nel settembre 2011 D'Ascanio si è candidato alle primarie per la designazione del candidato presidente alla Regione nella coalizione di centrosinistra come indipendente di sinistra. È risultato quarto fra i cinque pretendenti (gli altri Paolo Di Laura Frattura, vincitore, Antonio D'Ambrosio, Michele Petraroia e Massimo Romano). In seguito ha deciso di non candidarsi alla carica di consigliere regionale nelle successive elezioni del 16 e 17 ottobre e ha fondato il movimento "Cambiamo il Molise".
È rientrato nella politica attiva in occasione delle elezioni comunali di Montenero di Bisaccia, il suo paese, del 31 maggio 2015, candidandosi a sindaco nella lista civica denominata "Montenero vince": ottiene il 18,41% dei voti e si attesta in terza posizione, conseguendo due dei quattro seggi di minoranza in Consiglio Comunale, che manterrà fino al 2020. 
Nel 2023 pubblica il suo primo libro “Un Paese. Da periferia a bene comune”, nel quale racconta attraverso la sua militanza politica, i passaggi più importanti della storia locale e nazionale, passando attraverso la narrazione della conquista dei diritti democratici, sociali e civili. 